# 下川邊站
下川邊站（日语：／ Shimokawabe eki */?）是位於廣島縣府中市篠根町牛田，西日本旅客鐵道（JR西日本）的福鹽線車站。

## 歷史
- 1938年（昭和13年）7月28日 - 福鹽線府中町站（現時：府中站）至上下站之間開通，此站啟用。
  - 當時車站地址為廣島縣御調郡下川進村（日语：下川辺村）篠根牛田。
- 1949年（昭和24年）4月1日 - 隨著所屬郡變更，地址改為廣島縣蘆品郡下川邊村篠根牛田。
- 1954年（昭和29年）
  - 3月31日 - 隨著府中市成立，車站地址改為廣島縣府中市篠根町牛田。
  - 4月10日 - 府中站至此站之間電氣化。
- 1962年（昭和37年）4月1日 - 取消電氣化。
- 1982年（昭和57年）3月10日 - 成為無人車站（簡易委託化）。
- 1987年（昭和62年）4月1日 - 伴隨國鐵分割民營化，車站由西日本旅客鐵道（JR西日本）營運。

## 車站構造

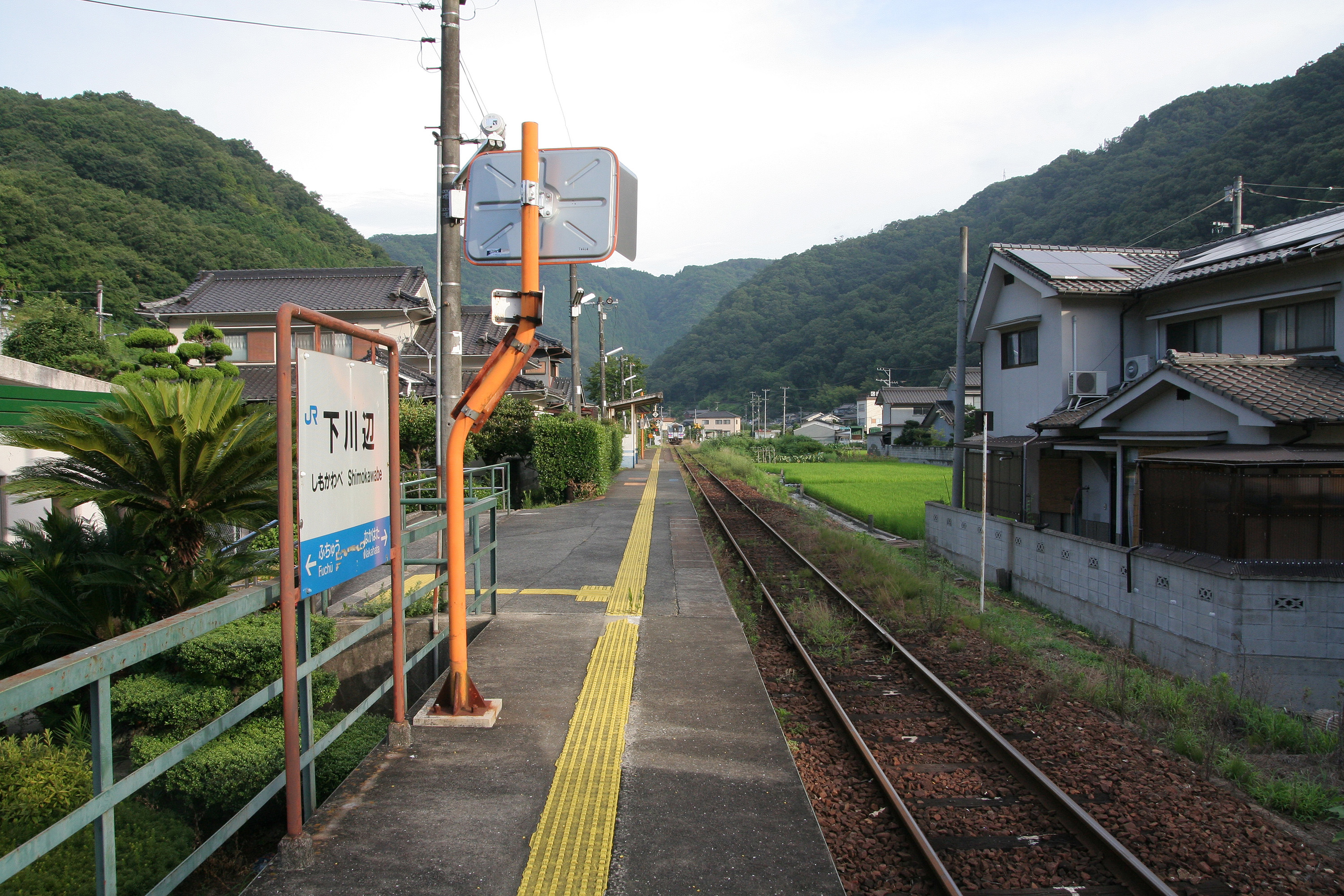
站內（2008年7月27日）

車站是一座地面車站，設有1面1線的單式月台。前往三次方向的列車會開啟左邊車門。此站是由三次鐵道部管理的無人車站，設有車站大樓，但是沒有自動售票機。
在1954年4月10日至1962年4月1日之間，此站已經電氣化，但是由於沒有電動列車駛入此站，架空電纜已經撤走。

## 利用狀況
以下為近年1日平均乘車人次列表
| 年度               | 1日平均 乘車人次 |
| ------------------ | ---------------- |
| 1996年（平成08年） | 34               |
| 1997年（平成09年） | 126              |
| 1998年（平成10年） | 108              |
| 1999年（平成11年） | 110              |
| 2000年（平成12年） | 94               |
| 2001年（平成13年） | 97               |
| 2002年（平成14年） | 85               |
| 2003年（平成15年） | 78               |
| 2004年（平成16年） | 72               |
| 2005年（平成17年） | 74               |
| 2006年（平成18年） | 71               |
| 2007年（平成19年） | 75               |
| 2008年（平成20年） | 69               |
| 2009年（平成21年） | 28               |
| 2010年（平成22年） | 28               |
| 2011年（平成23年） | 28               |
| 2012年（平成24年） | 30               |
| 2013年（平成25年） | 31               |
| 2014年（平成26年） | 25               |
| 2015年（平成27年） | 31               |
| 2016年（平成28年） | 25               |
| 2017年（平成29年） | 28               |
| 2018年（平成30年） | 16               |
| 2019年（令和元年） | 13               |

## 車站周邊
- 父石郵局
- 國道486號（日语：国道486号）
- 廣島縣道24號府中上下線（日语：広島県道24号府中上下線）
- 中國巴士「下川邊」巴士站、「父石大渡橋」巴士站
- 府中市立府中明鄉學園（日语：府中市立府中明郷学園）
- JA福山市下川邊

## 相鄰車站
西日本旅客鐵道（JR西日本）
 福鹽線
府中－下川邊－中畑

## 注腳
1. ↑  府中市統計要覧

## 外部連結
- 下川邊｜車站資訊：JR出門網 - 西日本旅客鐵道（日語）